# Helicops trivittatus

Um exemplar vivo

Helicops trivittatus é uma espécie de serpente da família Dipsadidae. É uma serpente de hábitos semiaquáticos, endêmica do Brasil e encontrada em ecossistemas associados à Bacia Amazônica e áreas de transição com o Cerrado.

## Descrição
Helicops trivittatus é uma serpente de porte médio, com um comprimento total que geralmente não ultrapassa 80 centímetros. Seu corpo é robusto e adaptado à vida aquática, com os olhos e narinas posicionados dorsalmente na cabeça, o que permite que o animal respire e observe o ambiente com o corpo submerso.
A coloração dorsal varia do castanho-claro ao pardo-escuro, com cinco finas listras longitudinais de cor amarela ou creme. O nome trivittatus (três fitas) é uma referência a essas listras, embora cinco seja o número mais comum. O ventre é claro, geralmente branco ou amarelado, com duas fileiras de manchas escuras em formato de semicírculo. As escamas dorsais são fortemente quilhadas, o que lhe confere uma textura áspera.

## Distribuição e habitat
A espécie é endêmica do Brasil, com uma distribuição concentrada na porção leste e sudeste da Bacia Amazônica e em áreas de transição com o Cerrado. Sua ocorrência abrange as bacias dos rios Xingu, Tocantins e Araguaia, nos estados do Pará, Tocantins, Mato Grosso, Goiás e Maranhão. No Maranhão, há registros confirmados de sua presença, especialmente em áreas de influência da bacia do Tocantins.
Seu habitat preferencial são ambientes de água parada (lênticos), como igarapés de fluxo lento, poças permanentes e temporárias, lagos e áreas alagadas de florestas.

## Biologia e ecologia

### Comportamento e dieta
Helicops trivittatus é uma serpente de hábitos noturnos e semiaquáticos, passando a maior parte do tempo na água ou em suas margens. É uma predadora ativa, cuja dieta consiste quase exclusivamente de peixes. Possui dentição opistóglifa, com dentes maiores e inoculadores de peçonha na parte posterior da boca, adaptados para subjugar presas escorregadias como os peixes. Sua peçonha é de baixa toxicidade para humanos, causando geralmente apenas reações locais leves, como inchaço e dor.

### Reprodução
A espécie é vivípara, ou seja, os embriões se desenvolvem dentro do corpo da mãe, que dá à luz filhotes já formados. As ninhadas são compostas por sete a nove filhotes, que nascem com aproximadamente 15 centímetros de comprimento. A viviparidade é uma adaptação vantajosa para serpentes aquáticas, pois elimina a necessidade de encontrar um local seco e seguro para a postura de ovos.

## Estado de conservação
A União Internacional para a Conservação da Natureza (IUCN) e o Instituto Chico Mendes de Conservação da Biodiversidade (ICMBio) classificam Helicops trivittatus como Pouco Preocupante (LC). A classificação se deve à sua ampla distribuição geográfica e por não haver ameaças graves e generalizadas identificadas para a espécie. No entanto, a degradação de habitats aquáticos, como o desmatamento de matas ciliares e a poluição de rios, pode representar ameaças em escala local.